# Kamo-Kamo
Kevin Kamo-Kamo Cumbane, noto semplicemente come Kamo-Kamo (Maputo, 19 luglio 1999), è un calciatore mozambicano, centrocampista del Songo e della nazionale mozambicana.

## Caratteristiche tecniche
È un esterno sinistro.

## Carriera

### Club
Ha giocato nella prima divisione mozambicana; successivamente si è trasferito in Portogallo, dove ha giocato tra la terza e la quarta divisione.

### Nazionale
Il 30 agosto 2019 ha esordito con la nazionale mozambicana disputando l'incontro di Coppa COSAFA perso 2-1 contro la Madagascar.

## Statistiche
Statistiche aggiornate al 16 gennaio 2020.

### Cronologia presenze e reti in nazionale
| Cronologia completa delle presenze e delle reti in nazionale ― Mozambico | Cronologia completa delle presenze e delle reti in nazionale ― Mozambico | Cronologia completa delle presenze e delle reti in nazionale ― Mozambico | Cronologia completa delle presenze e delle reti in nazionale ― Mozambico | Cronologia completa delle presenze e delle reti in nazionale ― Mozambico | Cronologia completa delle presenze e delle reti in nazionale ― Mozambico | Cronologia completa delle presenze e delle reti in nazionale ― Mozambico | Cronologia completa delle presenze e delle reti in nazionale ― Mozambico |
| Data                                                                     | Città                                                                    | In casa                                                                  | Risultato                                                                | Ospiti                                                                   | Competizione                                                             | Reti                                                                     | Note                                                                     |
| ------------------------------------------------------------------------ | ------------------------------------------------------------------------ | ------------------------------------------------------------------------ | ------------------------------------------------------------------------ | ------------------------------------------------------------------------ | ------------------------------------------------------------------------ | ------------------------------------------------------------------------ | ------------------------------------------------------------------------ |
| 27-5-2018                                                                | Polokwane                                                                | Madagascar                                                               | 2 – 1                                                                    | Mozambico                                                                | Coppa COSAFA 2019                                                        | -                                                                        | 46’                                                                      |
| 29-5-2018                                                                | Polokwane                                                                | Mozambico                                                                | 3 – 0                                                                    | Comore                                                                   | Coppa COSAFA 2019                                                        | -                                                                        | 87’                                                                      |
| 31-5-2018                                                                | Polokwane                                                                | Mozambico                                                                | 2 – 1                                                                    | Seychelles                                                               | Coppa COSAFA 2019                                                        | -                                                                        |                                                                          |
| 26-5-2019                                                                | Umlazi                                                                   | Mozambico                                                                | 1 – 2                                                                    | Namibia                                                                  | Coppa COSAFA 2019                                                        | -                                                                        | 58’                                                                      |
| 28-5-2019                                                                | Umlazi                                                                   | Seychelles                                                               | 0 – 0                                                                    | Mozambico                                                                | Coppa COSAFA 2019                                                        | -                                                                        |                                                                          |
| 30-5-2019                                                                | Umlazi                                                                   | Mozambico                                                                | 1 – 1                                                                    | Malawi                                                                   | Coppa COSAFA 2019                                                        | -                                                                        |                                                                          |
| 4-9-2019                                                                 | Belle Vue Maurel                                                         | Mauritius                                                                | 0 – 1                                                                    | Mozambico                                                                | Qual. Mondiali 2022                                                      | -                                                                        | 77’                                                                      |
| 12-11-2020                                                               | Douala                                                                   | Camerun                                                                  | 4 – 1                                                                    | Mozambico                                                                | Qual. Coppa d'Africa 2021                                                | 1                                                                        | 67’                                                                      |
| 16-11-2020                                                               | Maputo                                                                   | Mozambico                                                                | 0 – 2                                                                    | Camerun                                                                  | Qual. Coppa d'Africa 2021                                                | -                                                                        | 89’                                                                      |
| Totale                                                                   |                                                                          | Presenze                                                                 | 9                                                                        |                                                                          | Reti                                                                     | 1                                                                        |                                                                          |